# Marcos Senna
Marcos Senna, właśc. Marcos Antonio Senna da Silva (ur. 17 lipca 1976 w São Paulo) – hiszpański piłkarz urodzony w Brazylii, występujący na pozycji środkowego lub defensywnego pomocnika. Przez 11 lat występował w Villarreal CF. W latach 2013–2015 piłkarz New York Cosmos. W 2015 roku zakończył piłkarską karierę.

## Kariera klubowa
Senna rozpoczął swoją karierę w 1997 roku w brazylijskim klubie Rio Branco Americana. Po dwóch latach zmienił barwy klubowe na América São José do Rio Preto, ale grał tam tylko przez rok. Następną drużyną Senny było Corinthians Paulista w którym Brazylijczyk rozegrał 16 meczów. W 2001 roku Senna grał w EC Juventude, dla którego rozegrał 14 meczów i strzelił jedną bramkę, a w 2002 klubem Senny było AD São Caetano. Jeszcze w tym samym roku Senna wyjechał do Hiszpanii i zaczął grać w Villarrealu. 13 czerwca 2013 został nowym piłkarzem reaktywowanego New York Cosmos. Senna wydatnie przyczynił się do mistrzostwa ligi NASL wywalczonego przez NY Cosmos w pierwszym sezonie po reaktywacji klubu. Hiszpański pomocnik w finale rozgrywek strzelił decydującą bramkę, został też wybrany do jedenastki turnieju. W lutym 2014 roku Senna przedłużył umowę z amerykańskim klubem do lipca 2015 roku.

## Kariera reprezentacyjna
Marcos Senna w reprezentacji Hiszpanii zadebiutował dnia 1 marca 2006 roku w wygranym 3:2 meczu towarzsyskim z reprezentacją Wybrzeża Kości Słoniowej rozegranym na Estadio José Zorrilla w Valladolid. Trzy miesiące później został powołany na Mistrzostwa Świata 2006 w Niemczech.
W 2008 roku został powołany przez Luisa Aragonésa na Mistrzostwa Europy 2008 w Austrii i Szwajcarii. Senna odegrał na tamtym turnieju ogromną rolę, przyczyniając się w dużej mierze do zdobycia przez reprezentację mistrzostwa Europy.
Dnia 10 września 2008 roku strzelił swojego jedynego gola w reprezentacji Hiszpanii w wygranym 4:0 meczu kwalifikacyjnym mistrzostw świata 2010 przeciwko reprezentacji Armenii rozegranym na Estadio Carlos Belmonte w Albacete.
Ostatni mecz w reprezentacji Hiszpanii rozegrał dnia 3 marca 2010 roku w wygranym 2:0 meczu towarzyskim z reprezentacją Francji rozegranym na Stade de France w Saint-Denis. Marcos Senna łącznie w reprezentacji Hiszpanii rozegrał 28 meczów i strzelił 1 bramkę.

## Statystyki

### Klubowe
| Klub                 | Sezon              | Ligi krajowe | Ligi krajowe | Puchary krajowe | Puchary krajowe | Puchary międzynarodowe | Puchary międzynarodowe | Łącznie | Łącznie |
| Klub                 | Sezon              | Występy      | Bramki       | Występy         | Bramki          | Występy                | Bramki                 | Występy | Bramki  |
| -------------------- | ------------------ | ------------ | ------------ | --------------- | --------------- | ---------------------- | ---------------------- | ------- | ------- |
| Corinthians Paulista | 2000               | 16           | 0            | -               | -               | -                      | -                      | 16      | 0       |
| Corinthians Paulista | Łącznie            | 16           | 0            | -               | -               | -                      | -                      | 16      | 0       |
| EC Juventude         | 2001               | 16           | 0            | -               | -               | -                      | -                      | 16      | 0       |
| EC Juventude         | Łącznie            | 16           | 0            | -               | -               | -                      | -                      | 16      | 0       |
| AD São Caetano       | 2002               | 14           | 1            | -               | -               | -                      | -                      | 14      | 1       |
| AD São Caetano       | Łącznie            | 14           | 1            | -               | -               | -                      | -                      | 14      | 1       |
| Villarreal CF        | 2002–03            | 16           | 2            | 0               | 0               | 0                      | 0                      | 16      | 2       |
| Villarreal CF        | 2003–04            | 9            | 0            | 0               | 0               | 0                      | 0                      | 9       | 0       |
| Villarreal CF        | 2004–05            | 29           | 2            | 0               | 0               | 8                      | 0                      | 37      | 2       |
| Villarreal CF        | 2005–06            | 30           | 3            | 0               | 0               | 13                     | 1                      | 43      | 4       |
| Villarreal CF        | 2006–07            | 33           | 0            | 2               | 0               | 1                      | 0                      | 36      | 0       |
| Villarreal CF        | 2007–08            | 34           | 4            | 5               | 1               | 4                      | 1                      | 43      | 6       |
| Villarreal CF        | 2008–09            | 27           | 2            | 0               | 0               | 8                      | 2                      | 35      | 4       |
| Villarreal CF        | 2009–10            | 30           | 1            | 3               | 0               | 7                      | 3                      | 40      | 4       |
| Villarreal CF        | 2010–11            | 20           | 1            | 1               | 0               | 6                      | 0                      | 27      | 1       |
| Villarreal CF        | 2011–12            | 31           | 5            | 1               | 0               | 6                      | 0                      | 38      | 5       |
| Villarreal CF        | 2012–13            | 33           | 5            | 0               | 0               | 0                      | 0                      | 33      | 5       |
| Villarreal CF        | Łącznie            | 292          | 25           | 12              | 1               | 53                     | 7                      | 357     | 33      |
| New York Cosmos      | 2013               | 13           | 5            | 1               | 1               | 0                      | 0                      | 14      | 6       |
| New York Cosmos      | 2014               | 20           | 4            | 1               | 0               | 0                      | 0                      | 21      | 4       |
| New York Cosmos      | Łącznie            | 33           | 9            | 1               | 1               | 0                      | 0                      | 35      | 10      |
| Łącznie w karierze   | Łącznie w karierze | 367          | 36           | 14              | 2               | 53                     | 7                      | 434     | 45      |

### Reprezentacyjne
| Reprezentacja narodowa | Rok     | Występy | Gole |
| ---------------------- | ------- | ------- | ---- |
| Hiszpania              |         |         |      |
| 2006                   | 7       | 0       |      |
| 2007                   | 1       | 0       |      |
| 2008                   | 13      | 1       |      |
| 2009                   | 6       | 0       |      |
| 2010                   | 1       | 0       |      |
| Łącznie                | Łącznie | 28      | 1    |

### Gole w reprezentacji
| #  | Data             | Miejsce             | Przeciwnik | Gol   | Wynik | Rozgrywki                   |
| -- | ---------------- | ------------------- | ---------- | ----- | ----- | --------------------------- |
| 1. | 10 września 2008 | Albacete, Hiszpania | Armenia    | 4 – 0 | 4 – 0 | Eliminacje do Mundialu 2010 |

## Sukcesy

### Corinthians São Paulo
- Campeonato Paulista: 1999
- Mistrzostwo Brazylii: 1999
- Klubowe Mistrzostwa Świata: 2000

### Villarreal
- Puchar Intertoto: 2003, 2004

### New York Cosmos
- Mistrzostwo NASL: 2013

### Reprezentacyjne
- - Mistrzostwo Europy: 2008

### Indywidualne
- Najlepszy Hiszpański Piłkarz Roku: 2008